# Sacharidy ve sportovní výživě
Sacharidy ve sportovní výživě jsou významným a zároveň nejpohotovějším zdrojem energie pro fyzickou aktivitu. Při provozování sportovních aktivit jsou naprosto klíčové pro rozvoj optimální výkonnosti; slouží zároveň jako základní, primární a preferovaný zdroj energie pro jakýkoli svalový pohyb. Pro mozek a centrální nervovou soustavu jsou sacharidy nepostradatelné. Sacharidy by měly tvořit zhruba 65 % z celkového příjmu energie. Obecné doporučení pro sportovce je 6 – 10 g/kg hmotnosti v závislosti na pohlaví, věku a sportovním odvětví. Potraviny bohaté na sacharidy obsahují většinou i vitamíny, zejména vitaminy skupiny B a vitamin C. Nestravitelné sacharidy příznivě ovlivňují činnost střev.

## Dělení sacharidů
Sacharidy se rozdělují na jednoduché a složené. Mezi jednoduché patří monosacharidy a disacharidy. Mezi nejdůležitější monosacharidy patří hexózy, cukry s šesti atomy uhlíku, a to glukóza, fruktóza a galaktóza. Glukóza a fruktóza se mohou vyskytovat jako samostatné monosacharidy např. v ovoci. Častěji se však monosacharidy párují do podvojné formy (struktury) zvané disacharidy, která značí spojení dvou jednoduchých cukrů.
Tři nejběžnější disacharidy jsou řepný cukr (sacharóza – kombinace glukózy a galaktózy), mléčný cukr (laktóza – kombinace glukózy a galaktózy) a kukuřičný cukr (kombinace glukózy a fruktózy, běžně používaná ve slazených nápojích). Před tím, než sacharidy vstoupí do krve, jsou přeměněny na molekuly glukózy, která slouží jako zdroj energie pro pracující svaly. Mezi složené cukry řadíme cukry, které se skládají z 10 a více monosacharidů. Označení cukry by se mohlo zdát nepřesné, protože polysacharidy nemají sladkou chuť. Mezi ně patří především rostlinný (amylopektin) a živočišný (glykogen) škrob. Nízkomolekulární sacharidy (monosacharidy a disacharidy) jsou rozpustné ve vodě a mají sladkou chuť. Po požití se rychle dostávají do krve a tím dochází k doplnění energie za velmi krátkou dobu. Naopak makromolekulární polysacharidy jsou obvykle bez chuti a jsou ve vodě buď jen málo rozpustné (škrob), nebo nerozpustné (celulóza).

## Metabolismus sacharidů
Všechny přijaté sacharidy jsou dříve či později rozštěpeny, natráveny, absorbovány a transportovány do buněk v podobě monosacharidů. Nejdůležitější monosacharid je glukóza, primární zdroj energie pro všechny typy buněk. Při absorpci většího množství glukózy, než organismus momentálně potřebuje, se vytvářejí zásoby sacharidů jako zdroje energie ve formě glykogenu v játrech a ve svalech. V játrech se ukládá asi 50 – 150 g glykogenu, což je zhruba 1/3 celkové zásoby. Pomocí jaterního glykogenu tělo udržuje stálou hladinu glykémie. Další 2/3 glykogenu obsahují svaly. Je-li zapotřebí energie pro svalový stah (kontrakci), specifické enzymy rozloží glykogen zpět na jednotlivé molekuly glukózy.

## Doporučený příjem sacharidů pro aktivní jedince
Sacharidy jsou pro sportovce velice důležité, protože na rozdíl od bílkovin a tuků jsou pohotově uloženy ve svalech jako zdroj energie. Okolo 50 – 60 % dodávaných kalorií by mělo být v podobě sacharidů, což se nijak neliší od správného stravovacího režimu každého člověka. Rozdíl je však v celkovém zkonzumovaném množství potravin a poměrem příjmu jednoduchých a složených cukrů. Zásoby glykogenu jsou značně omezené, proto je důležité načasování příjmu sacharidů pro kvalitní sportovní výkon.

### Sacharidy před výkonem
Co, kolik a kdy jíst je ovlivněno mnoha faktory. Každá zátěž není stejná a organismus reaguje na různé sportovní výkony jinak. V potaz se musí brát nejenom charakter, intenzita a délka trvání aktivity, ale také denní doba, aktuální podmínky, stav organismu a předcházející tréninkový a stravovací režim. Před výkonem je nezbytné nashromáždit glykogen. Před výkonem zejména dlouhodobějšího charakteru je vhodné jíst 3–5 hodin před tréninkovou jednotkou, a to větší, ale lehké jídlo. Z pohledu zastoupení živin v posledním jídle by hlavní roli měly hrát sacharidy. Jako příklad můžeme uvést vývar ze zeleniny a drůbežího masa následovaný bezmasým jídlem (rýžový nákyp, špagety se sýrem) nebo šunkofleky zapékané s vejci. 1–2 h před výkonem je vhodné ještě zkonzumovat polysacharidovou svačinu s nízkým GI (glykemický index) např. energetickou tyčinku nebo sacharidový gel, který neobsahuje žádnou nerozpustnou vlákninu. Jídla s vysokým GI (sladký puding, corn-flakes) nejsou vhodná, protože způsobují nadměrnou sekreci inzulinu (riziko hypoglykemie). Syrová zelenina se také nedoporučuje, protože obsahuje málo energie, je hůře stravitelná a velké množství vlákniny v ní obsažené zneefektivňuje trávení.
U krátkodobých výkonů lze zařadit potraviny s vyšším GI, jako jsou různé sacharidové roztoky, gainery, džusy, sušené a čerstvé ovoce, piškoty, müsli.

### Sacharidy během výkonu
Je dokázáno, že sacharidy během tréninku zvyšují výkon. Přísun sacharidů ušetří svalový glykogen, svaly si potřebnou energii berou přímo z krve ve formě glukózy. Šetřit glykogen je pro tělo významné, protože nedostatek zapříčiňuje únavu. U silově-vytrvalostních sportů příjem sacharidů přispěje k zachování a udržení sportovních schopností a dovedností, jako je tempo, rychlost, koncentrace, zrychlení (akcelerace), a zredukuje riziko vzniku zranění. Pro silové sporty mají sacharidy význam v tom, že pomáhají chránit svalové bílkoviny.
Sacharidy zkonzumované při zátěži se stávají rychle využitelným zdrojem energie v organismu v poměru, který je určen rychlostí vyprazdňování žaludku a absorpcí ve střevě. Samotná glukóza či fruktóza není vhodná. Fruktóza může vyvolat žaludeční nevolnost. Glukóza se vstřebává rychle, přesto však existuje určitá mezní hodnota proto, kolik jednotlivých molekul jednoduchého cukru se v zažívacím traktu dokáže najednou vstřebat. Může nastat tzv. zácpa, protože glukóza se vstřebává omezenou rychlostí. Během tréninku by se měly přijímat různé, ne příliš koncentrované směsi sacharidů a konzumovat spíše menší dávky a postupně, než velké dávky najednou. U konzumace sacharidů během výkonu je klíčová doba zátěže. U krátkodobých výkonů není potřeba dodávat sacharidy. Výkony, které trvají do dvou hodin, si sportovec zpravidla vystačí s pitím tzv. sportovních nápojů s obsahem glukózy nebo konzumací sacharidových gelů. V průběhu zátěže se může doplňování energie řídit velmi jednoduchým pravidlem 1 g sacharidů na 1 kg tělesné hmotnosti za hodinu, frekvence doplňování by měla být asi 3 – 4krát za hodinu. Trvá-li výkon déle než 2 hodiny může sportovec přijímat suspenze či gely obsahující glukózu s maltodextriny a také s MCT tuky a aminokyselinami.

### Sacharidy po výkonu
Po jakémkoliv sportovním výkonu by měla následovat přiměřená regenerace. Sacharidy mají v regeneraci a obnově sil nezastupitelné místo, zajišťují obnovu zásob jaterního a svalového glykogenu. Existuje přímý vztah mezi množstvím sacharidů ve stravě a rychlostí tvorby zásob glykogenu po zátěži.  První dvě hodiny po tréninku se zásoba glykogenu obnovuje nejrychleji, posléze klesá. Čas je podstatný, pokud sportovce čeká tvrdý trénink či opakované tréninky třeba i v rámci jednoho dne. Typ sacharidů je také velice důležitý. Pokud je hlavním cílem obnova energie, je ideální konzumovat potraviny s vysokým GI co nejdříve po tréninku . Od 30 do 90 minut po výkonu je tedy výhodné jíst potraviny, jako jsou palačinky či lívance s džemem, puding s piškoty, kukuřičné lupínky s mlékem. Následuje bílkovinná večeře, a pokud čeká sportovce obdobný výkon hned další den, doporučuje se druhá polysacharidová večeře (krupicová či ovesná kaše, žemlovka s jablky). Pokud tomu tak není, druhá večeře není nutná.

## Sacharidová superkompenzace
Sacharidová superkompenzace je metoda, při které dochází k dočasnému navýšení glykogenových zásob. Podmínkou navýšení glykogenových zásob ve svalu je jejich předchozí maximální vyčerpání. Její princip spočívá v tom, že sportovec nejprve na několik dní sníží příjem sacharidů při vysoké tréninkové zátěži a v následujících několika dnech naopak příjem sacharidů zvýší a tréninkovou zátěž sníží. Organismus se snaží vytvořit větší zásoby energie, než které měl na počátku. Opakovaně zatěžovaný sval, jehož zásoby glykogenu jsou v maximální možné míře vyvinuty, se okamžitě po výkonu snaží znovu vytvářet co největší zásoby, a tak v této době okamžitě přijímá a ukládá všechny nabízené sacharidy. Svalové buňky pak mají tendenci vytvářet až dvojnásobné množství glykogenu.
První část sacharidové superkompenzace trvá 3 dny. V těchto třech dnech sníží sportovec příjem sacharidů na minimum (0 – 50 g denně) a tím vyčerpá glykogenové zásoby ve svalech. Konzumují se především bílé jogurty, tvaroh, drůbeží maso, ryby, zelenina, vejce, uzeniny a další libové maso, voda, čaje, minerálky. V druhé části je naopak cílem co nejvíce zvýšit glykogenové zásoby, tedy zvýšit příjem sacharidů na maximum. Hlavními potravinami druhé části jsou těstoviny, rýže, brambory, chléb, džemy, kompoty, ovoce, ořechy, rozinky, džusy a slazené čaje. První část sacharidové superkompenzace se v jednotlivých sportovních odvětví neliší, druhá část může mít různé varianty a sportovcům je upravována na míru. Tato metoda je výhodná zejména před dlouhotrvajícími závody. Nutno podotknout, že samotné zvýšení zásob glykogenu rychlost nezvýší, pouze pomůže udržet déle vyšší rychlost např. běhu, plavání či jízdy na kole, než se všechen glykogen vyčerpá.

### Sportovní aktivity, při nichž pozorujeme výhody sacharidové superkompenzace[6]
| Větší uplatnění            | Menší uplatnění   |
| -------------------------- | ----------------- |
| maraton                    | běh > 10 km       |
| ultramaraton               | vzpírání          |
| triatlon                   | hokej             |
| fotbal                     | baseball          |
| běh na lyžích              | basketbal         |
| silniční cyklistika        | kanoistika        |
| vytrvalostní plavání       | sjezdové lyžování |
| dlouhé tratě; kanoe, kajak | skoky a hody      |
| sportovní horolezectví     |                   |
| alpinismus                 |                   |
| kulturistika               |                   |